# Văleu, văleu, nu turna!
Văleu, văleu, nu turna! este un film de comedie, realizat de către studioul cinematografic Telefilm Chișinău în anul 1991.

## Rezumatul filmului
„Văleu, văleu, nu turna!” este un film color realizat în Republica Moldova, în anul 1991. El prezintă intenția Partidului Comunist din Uniunea Sovietică de a lupta cu alcoolismul, ca urmare a unui ucaz din vara anului 1985.

## Distribuția
- Vasile Tăbîrță — Alexei
- Margareta Nazarchevici – Varvara
- Vitalie Rusu
- Elena Rîbceac
- Mihail Curagău – membru al comisiei
- Valeriu Cazacu
- Jan Cucuruzac
- Andrei Soțchi
- Ion Arachelu
- Gheorghe Pârlea
- Ion Muzica
- Gheorghe Urschi

## Fișă tehnică
- Scenariul: Gheorghe Urschi
- Regia: Gheorghe Urschi
- Imaginea: Vitalie Ustianschi
- Scenografia: Valentina Mahilenco
- Muzica: Valentin Dânga
- Lectura textului de după cadru: Ion Ungureanu

## Vezi și
- Listă de filme moldovenești
- Prohibiția în Statele Unite ale Americii